# Mourning Sun
Mourning Sun, lançado em novembro de 2005, é o quinto álbum de estúdio (embora seja o quarto álbum 'oficial' de estúdio)  dos Fields of the Nephilim . O vocalista Carl McCoy é o único membro original da banda a ser apresentado neste álbum. McCoy junto com John "Capachino" Carter (colaborador original do Nefilim) passou dezoito meses gravando novas demos no estúdio de gravação móvel de McCoy, apelidado de "The Ice Cage", que os levou a vários lugares, incluindo a Noruega . De acordo com McCoy, as sessões do Ice Cage geraram material suficiente para um álbum duplo, mas foi decidido restringir a lista de faixas a um disco. Embora McCoy tenha reconhecido que músicos adicionais foram recrutados para o processo de composição e gravação,  ele não revelou suas identidades nem admitiu se eles estão incluídos na formação da banda em turnê; as únicas pessoas identificadas envolvidas no processo de gravação até agora são John "Capachino" Carter (um baixista que também trabalhou com McCoy nas demos de Zoon no início dos anos 1990) e as filhas de McCoy, Scarlett e Eden, nos backing vocals para a faixa-título. McCoy admitiu ter aplicado bateria pré-programada em algumas das faixas, enfatizando ao mesmo tempo que a maioria das partes da bateria "foram criadas por um ser humano real - Carter." 

## Lista de músicas
1. "Mortalha (Exordium)" - 5:44
2. "Direto para a luz" - 6:24
3. "New Gold Dawn" - 7:58
4. "Requiem (Le Veilleur Silencieux)" - 7:21
5. "Xiberia (estações na jaula de gelo)" - 7:33
6. "Ela" - 9:26
7. "Sol de Luto" - 10:35
8. " In the Year 2525 " - 9:28 (item bônus disponível apenas na edição limitada do álbum)

## Recepção
A recepção ao novo álbum foi geralmente positiva, com até mesmo a NME listando não menos que seis das faixas do álbum entre as 10 melhores da banda até o momento. 

## Pessoal
- Carl McCoy - vocais, tons, produtor
- John "Capachino" Carter - baixo, guitarras, bateria, teclas e vocais de apoio
- Scarlett McCoy - vocais de apoio em "Mourning Sun"
- Eden McCoy - vocais de apoio em "Mourning Sun"